# Fürstenreformation

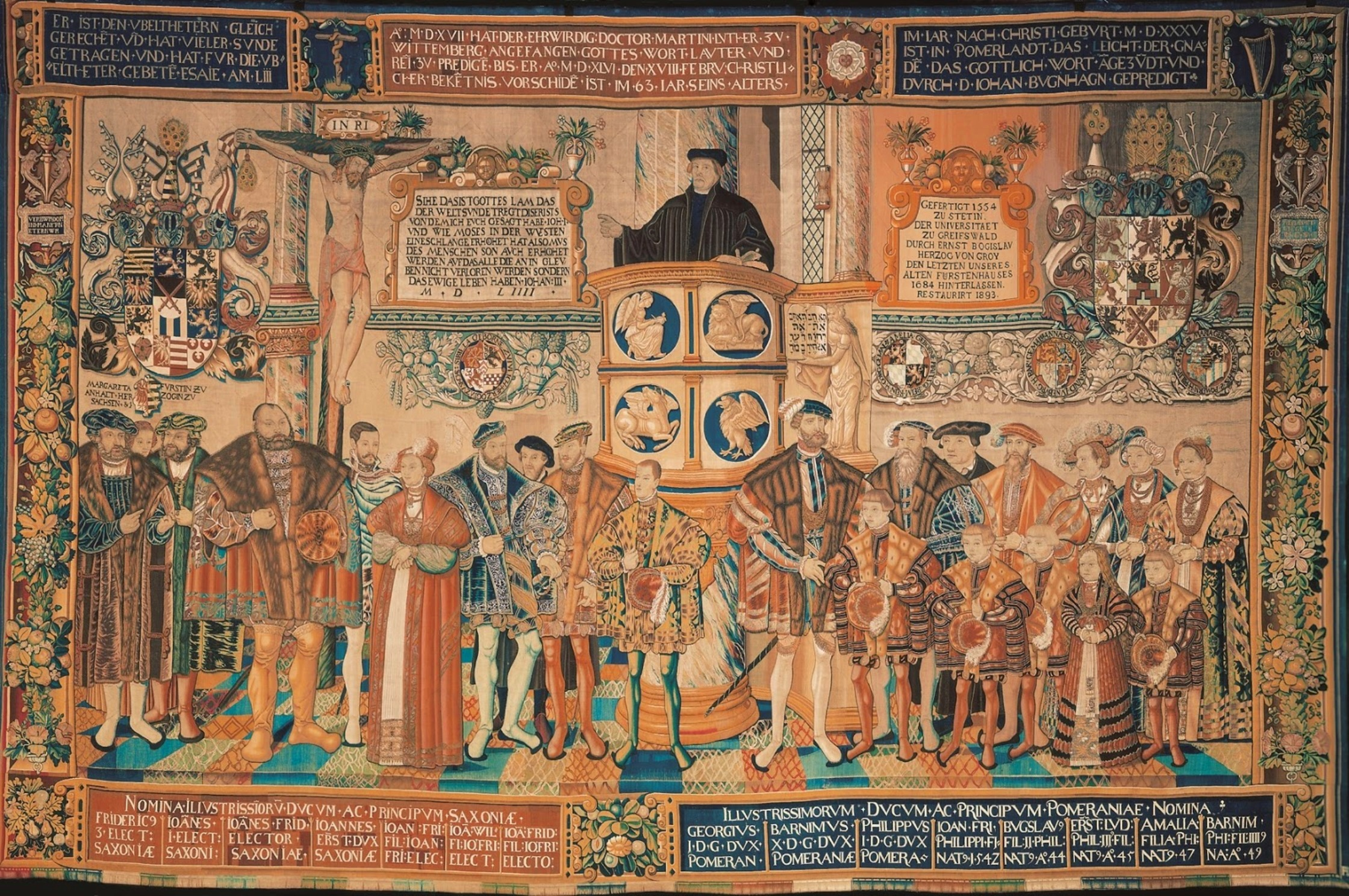
Der Croÿ-Teppich von 1554/1556 zeigt die sowohl dynastische als auch konfessionelle Verbundenheit der Herrscherhäuser von Sachsen und Pommern (Pommersches Landesmuseum Greifswald)

Als Fürstenreformation wird eine Form der Reformation im Heiligen Römischen Reich verstanden, deren Träger die Reichsfürsten waren. Durch Kirchenvisitationen und Kirchenordnungen erreichten sie eine evangelische Prägung der Bevölkerung ihres Territoriums und wirkten vereinheitlichend und bürokratisierend auf das jeweilige Kirchenwesen ein.

## Forschungsgeschichte
Die Reformationsgeschichtsschreibung sah im ausgehenden 19. und frühen 20. Jahrhundert die Fürsten als die legitimen Partner der Reformatoren bei der Umsetzung reformatorischer Veränderungen in den Territorien. In der zweiten Hälfte des 20. Jahrhunderts galt das Forschungsinteresse aber vorwiegend den verschiedenen Formen einer Reformation „von unten“, besonders in den Städten; die Reformation kann sogar insgesamt als „städtisches Ereignis“ charakterisiert werden. Peter Blickle unterscheidet die Fürstenreformation von der in der Frühphase, bis zum Bauernkrieg von 1525, vorherrschenden Gemeindereformation, die er noch einmal in eine ländlich-bäuerliche und städtisch-bürgerliche Reformation differenziert. Der Begriff Fürstenreformation ist in der Reformationsgeschichtsschreibung negativ konnotiert; Eike Wolgast weist allerdings darauf hin, dass sich die Reformation in Deutschland ohne die Unterstützung der Fürsten nicht hätte durchsetzen können.

## Entwicklung

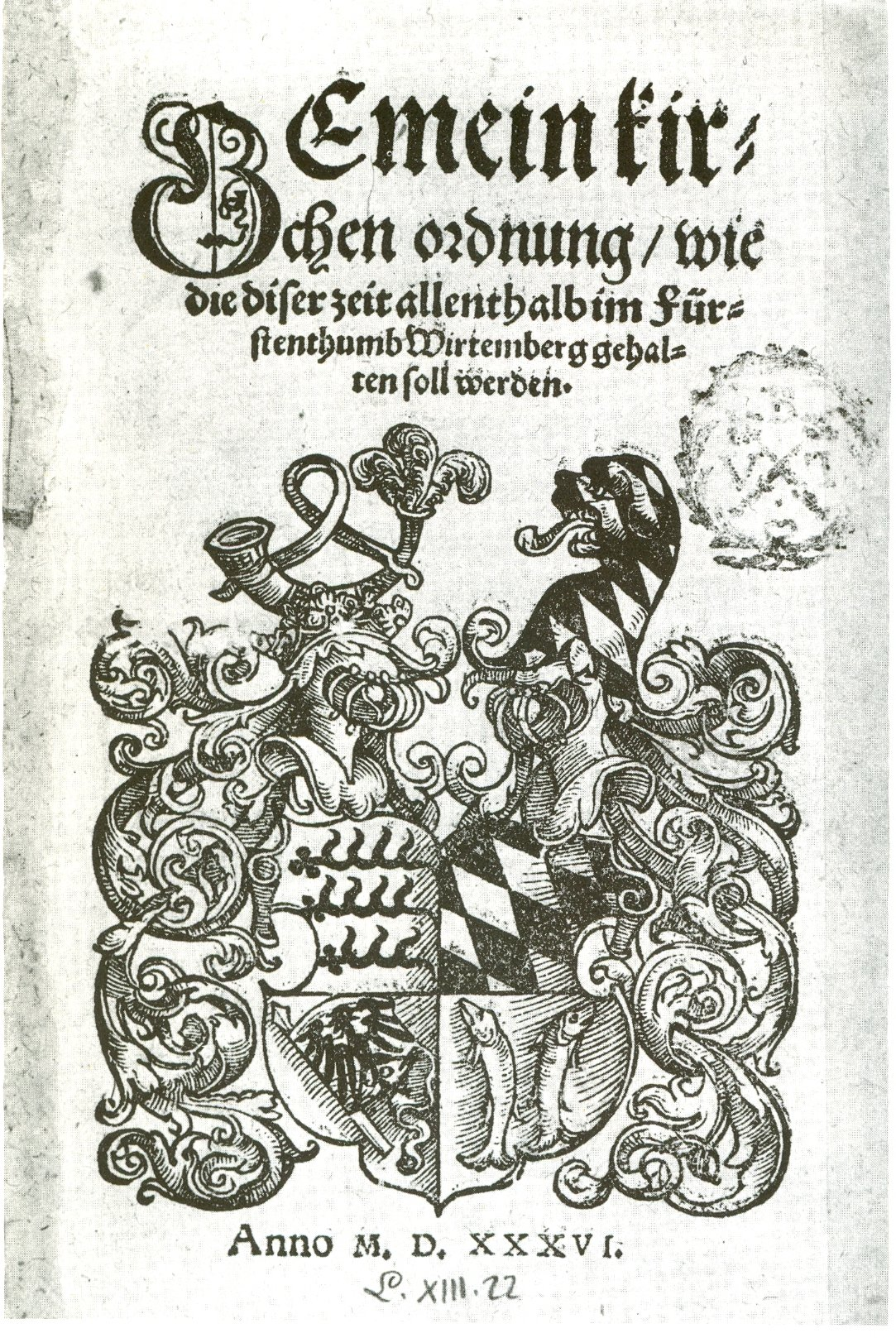
Württembergische Kirchenordnung von 1536

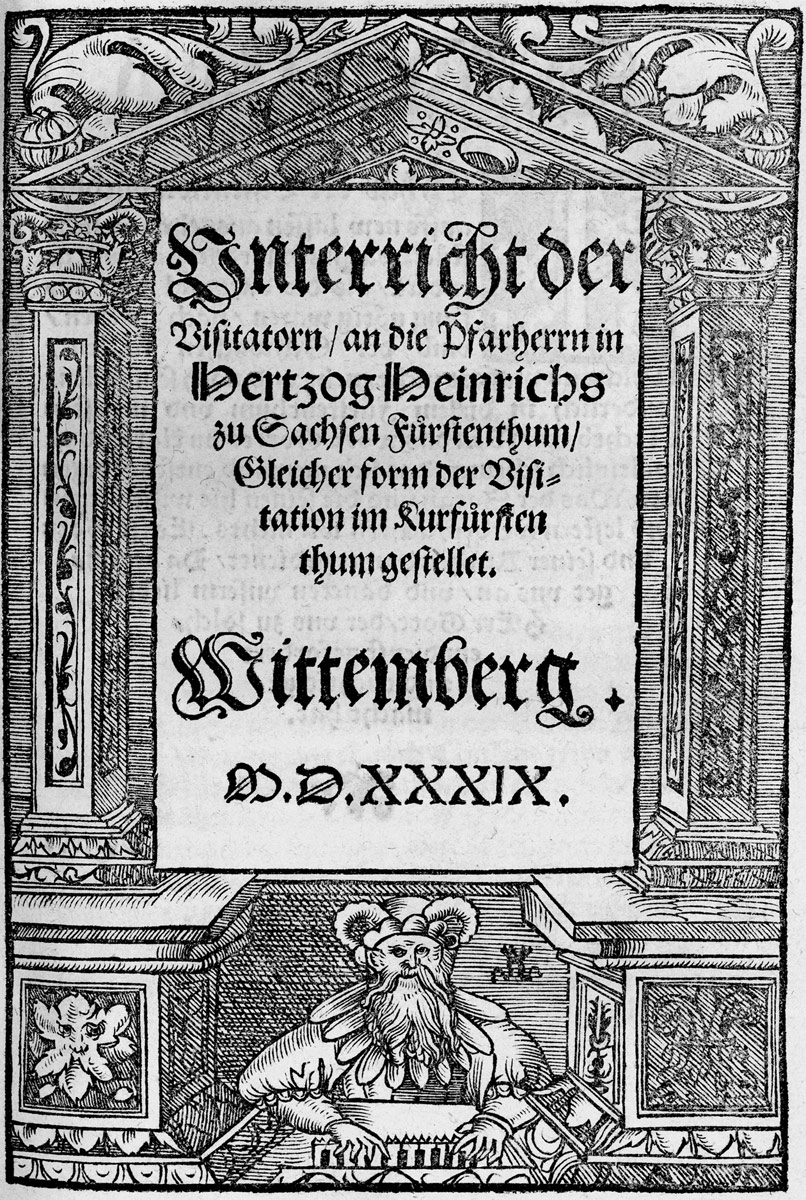
Philipp Melanchthon: Unterricht der Visitatorn, an die Pfarherrn in Hertzog Heinrichs zu Sachsen Fürstenthum, Gleicher form der Visitation im Kurfürstenthum gestellet, Wittenberg 1539

Die Niederlage des „Gemeinen Mannes“ im Deutschen Bauernkrieg bedeutete auch eine Niederlage vieler Versuche, reformatorische Veränderungen auf kommunaler Basis einzuführen. Das Jahr 1525 bildet daher eine Zäsur in der Reformationsgeschichte. Widerständiges Handeln der einfachen Bevölkerung wurde nun von den Herren als Hochverrat interpretiert. Altgläubige bzw. kaiserliche Interpretationen sahen den Bauernkrieg durch Martin Luther und seine neuen Lehren (mit)verursacht. Die Reformatoren verwahrten sich dagegen; sie verurteilten ausnahmslos den Widerstand gegen die Obrigkeit als „Verrat am Evangelium.“
Der Speyerer Reichstagsabschied von 1526 enthielt eine Klausel, die es jedem Stand erlaubte, das Wormser Edikt bis zu einem künftigen Konzil oder einer Nationalversammlung so zu handhaben, „wie ein jeder solches gegen Gott, und kayserl. Majestat hoffet und vertraut zu verantworten.“ Dies war eine mehrdeutige Kompromissformel. Altgläubige Stände konnten verfahren wie bisher, neugläubige Stände konnten sich auf den biblischen Grundsatz berufen, man müsse Gott mehr gehorchen als den Menschen. Generell war der Reichsabschied auch für persönlich der Lehre Luthers längst zuneigende Fürsten das Startsignal, um im eigenen Territorium den Bekenntnisstand der Bevölkerung in einer organisierten Weise zu ändern. Die Landesherren mussten zur Reformation positiv oder negativ Position beziehen; entschieden sie sich dagegen, waren sie trotz reformatorischer Bestrebungen an der Basis in der Lage, relevante Bevölkerungsgruppen ihres Territoriums im altgläubigen Lager zu halten. Wolgast formuliert daher pointiert: „Die Entscheidung über die Einführung der Reformation, über die Änderung des territorialen Konfessionsstatus trifft der Landesherr; das Prinzip des ‚cuius regio, eius religio‘ prägt die konfessionelle Entwicklung im Reich schon von Beginn der Reformation an.“
Die Fürsten begründeten die Einführung der Reformation damit, dass es ihre Aufgabe als Obrigkeit sei, für das Wohl der Untertanen zu sorgen; dazu gehöre auch die Kirchen- und Gottesdienstordnung. In ihrem Selbstverständnis war es ihre oberste Pflicht, den Untertanen eine gute Zukunft zu erschließen und mit gutem Beispiel voranzugehen: eine friedliche und sichere Existenz, die Gottes Wohlgefallen hatte. Die Wittenberger Reformatoren lieferten ihnen die Argumente, indem sie die fürstlichen Laien als Notbischöfe anerkannten und zwar theoretisch Gewissensfreiheit in Glaubensfragen forderten, aber praktisch jede abweichende Glaubensäußerung als Gotteslästerung definierten, die der Landesherr bestrafen solle.
Kirchenvisitationen (durch Kommissionen von Beamten und Geistlichen) und Kirchenordnungen waren die wichtigsten Mittel, mit denen die Landesherren die Reformation in ihren Territorien einführten. Modellhaft war die Entwicklung in Kursachsen unter Kurfürst Johann dem Beständigen, der von 1525 bis 1532 regierte. Mit dem Unterricht der Visitatoren verfasste Philipp Melanchthon ein Kompendium, das den kursächsischen Visitatoren seit 1528 als Anleitung diente. Im Kontext des Augsburger Reichstags 1530 bemühte sich Johann vergeblich um die kaiserliche Anerkennung dieses Vorgehens.
Nachdem Hessen mit der Homberger Synode 1526 zunächst eine eigenständige, stärker kongregationalistische Entwicklung eingeschlagen hatte, folgte Landgraf Philipp von Hessen dann dem kursächsischen Modell mit eigenen Akzentsetzungen. Auch Braunschweig-Lüneburg ahmte das Vorbild Kursachsens nach. Dagegen wurden in Brandenburg-Ansbach die Landstände in einen längeren Prozess reformatorischer Umgestaltung einbezogen und auf diese Weise die Maßnahmen des Landesherrn abgesichert.
In bislang nominell altgläubigen Territorien wurde nach einem Herrscherwechsel die Annahme der Reformation vom neuen Landesherrn durchgesetzt, so in Württemberg nach der Rückkehr Herzog Ulrichs 1534, in der Mark Brandenburg nach einer mehrjährigen Vorbereitungsphase durch Joachim II. 1539 und im Herzogtum Sachsen vergleichsweise abrupt nach Herrschaftsantritt Heinrichs „des Frommen“ 1536. In Braunschweig-Wolfenbüttel beanspruchte der Schmalkaldische Bund nach dem militärischen Sieg über Herzog Heinrich II. 1542 das ius reformandi für sich und führte Kirchenvisitationen durch.
Ein drittes Modell von Fürstenreformation bezeichnet Wolgast als „Spätreformation“; das Musterbeispiel ist die Kurpfalz. Unter einem nominell altgläubigen, aber in Konfessionsfragen neutralen, bzw. nicht interessierten Landesherrn verfiel die Struktur der römischen Kirche über einen längeren Zeitraum. Die Einführung der Reformation erfolgte dann anlässlich eines Herrscherwechsels, und die Abfolge mehrerer Herrscher unterschiedlicher Konfession hatte dann jedes Mal den Wechsel des Bekenntnisstands für alle Untertanen zur Folge.
Zur weiteren Entwicklung nach dem Augsburger Reichs- und Religionsfrieden (1555) siehe: